# Lijst van burgemeesters van Andijk
Dit is een lijst van burgemeesters van de voormalige Nederlandse gemeente Andijk in de provincie Noord-Holland.
| Ambtsperiode                         | Naam burgemeester    | Partij of stroming | Bijzonderheden |
| ------------------------------------ | -------------------- | ------------------ | -------------- |
| 1812 - 1816                          | C. Veer              |                    |                |
| 1816 - 1817                          | P. Kooijman          |                    |                |
| 1817 - 1845                          | M. van der Meer      |                    |                |
| 1845 - 1859                          | Dirk Groot           |                    |                |
| 1859 - 1891                          | Reinder Kooijman Pzn |                    |                |
| 1891 - 1895                          | Jb. Kooiman Rzn      |                    |                |
| 1895 - 1919                          | P. Kooijman Rzn      |                    |                |
| 1919 - 1945                          | P. Groot Jzn         |                    |                |
| 1945 - 1946                          | J.C. Haspels         | ARP                | waarnemend     |
| 1946 - 1954                          | H.H. Douman          | ARP                |                |
| 1955 - 1959                          | J.A. Bakker          | ARP                |                |
| 1959 - 1966                          | IJ.H. de Zeeuw       | ARP                |                |
| 1966                                 | Klaas (K.) Nierop    | ARP                | waarnemend     |
| 16 september 1966 - 16 november 1975 | J.F.G. Knorr         | ARP                |                |
| 1976 - 1998                          | Wim (W.) Veldhuizen  | ARP / CDA          |                |
| 1998 - 1 augustus 2004               | J.H.M. Dittner       | CDA                |                |
| 15 juni 2004 - april 2005            | J.F.N. Cornelisse    | CDA                | waarnemend     |
| 1 april 2005 - 1 januari 2011        | A.F.T. Streumer      | PvdA               |                |

Per 1 januari 2011 werden de gemeenten Andijk, Wervershoof en Medemblik samengevoegd tot de gemeente Medemblik.